# Marcel Žorga (kemik)
Marcel Žorga, slovenski inženir kemije, * 29. december 1908, Ljubljana, † 20. december 1988, Ljubljana.

## Življenje in delo
Rodil se je v družini politika M. Žorge. Realko je obiskoval v rojstnem mestu in 1929 maturiral, ter tu nadaljeval študij kemije na Tehniški fakulteti in 1938 diplomiral. Zaradi komunističnega udejstvovanja dve leti ni dobil zaposlitve. Leta 1940 je odšel v farmacevtsko tovarno Kemika v Zagreb, kjer se je specializiral za izdelavo injekcij in organoterapevtskih izdelkov ter vodil laboratorij in proizvodni obrat do 1944, ko je moral v internacijo (Lobau). Po osvoboditvi se je vrnil v isto tovarno. Jeseni 1946 je bil imenovan za direktorja tovarne Zlatorog v Mariboru, 1947 postal direktor Tovarne mila na Viču v Ljubljani in še istega leta višji referent za kemijsko in živilsko industrijo pri Planski komisiji LRS oziroma Gospodarskem svetu in Upravi za pospeševanje proizvodnje. Leta  1952 je bil izvoljen za asistenta splošne kemijske tehnologije na oddelku za kemijo Tehniške fakultete, 1961 za višjega predavatelja (za predmeta pregled kemijske tehnologije in osnove kemijske tehnike) ter leta 1979 upokojen. 
Sodeloval je pri obnovi in izgradnji slovenske kemijske industrije, pri planiranju živilske  industrije, raziskoval tehnološke postopke in uvajal izboljšave v proizvodnjo vodnega stekla, pralnih praškov, plinov in živil. Proučeval je varstvo materiala, antikorozijsko zaščito v industriji ter standardizacijo na področju korozije in zaščite kovin, plinov, celuloze, papirja in požarne varnosti, posebno pa se je poglabljal v slovensko kemijsko nomenklaturo, kemijsko  tehnologijo in bibliografijo tehniškega tiska. Izdelal je investicijske programe za Steklarno v Novem mestu (1953), Tovarno mila in loščil v Piranu (1957), Zlatorog v Mariboru (1958). Je soavtor Bibliogije tehniških knjig in periodik Slovenije (1945–1960) za knjigo Pregled splošne tehnologije (1951) je prispeval kemijski del. Pisal je tudi članke za razne strokovne liste. 
Z referati se je udeležil mednarodnih kongresov v Parizu (1955, 1957), Atenah (1957), Frankfurtu (1958) ter številnih znanstvenih sestankov v domovini. Leta 1957 je vodil priprave za 2. kongres Slovenskega kemijskega društva in za 1. kemijsko razstavo v Ljubljani. Bil je predsednik Zveze inženirjev in tehnikov za zaščito materiala v Jugoslaviji (1974) in več let predsednik Društva za zaščito materiala Slovenije, glavni in odgovorni urednik Antikorozijskega zbornika (1963), glavni oz. odg. urednik Nove proizvodnje (od 1979). Za svoje delo je prejel več državnih odlikovanj in priznanj.

## Odlikovanja in priznanja
- red zaslug za ljudstvo s srebrno zvezdo (1966)
- red dela z zlatim vencem (1977)
- zaslužni član Zveze kemikov in tehnologov Jugoslavije (1961)
- zaslužni (1964) in častni član (1983) Zveze inženirjev in tehnikov Slovenije.